# Ojcowskie napomnienie

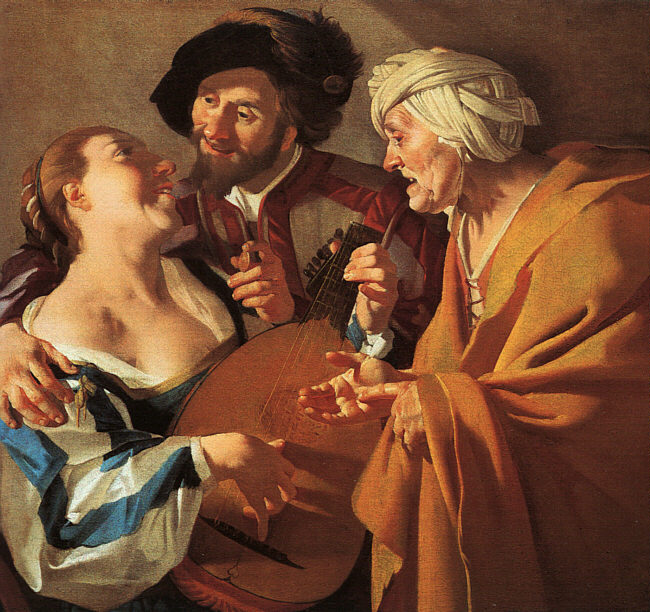
Dirck van Baburen, U stręczycielki, 1622

Ojcowskie napomnienie (niderl. Interieur met een man en twee vrouwen) – obraz olejny holenderskiego malarza barokowego Gerarda ter Borcha. Dzieło występuje w literaturze polskiej także pod nazwą Rodzicielskie napomnienie i Oficer zalecający się do damy. Patryck de Rynck w książce Jak czytać malarstwo użył tytułu Towarzystwo we wnętrzu. Znanych jest kilka wersji obrazu wykonanych przez autora, m.in. w Gemäldegalerie w Berlinie oraz liczne kopie namalowane przez innych malarzy.

## Opis obrazu
Autor przedstawił trzy postacie w dość ciemnym, mieszczańskim wnętrzu. W centrum obrazu stoi młoda, ubrana w srebrzystą suknię kobieta. Zwrócona jest tyłem do widza i ma lekko pochyloną głowę. Obok, na czerwonym krześle siedzi młody mężczyzna w stroju żołnierza. Przy boku ma szpadę, a na kolanie kapelusz z piórami. Zwraca się do młodej kobiety, patrząc jej w oczy, swoje zdecydowanie podkreśla uniesioną dłonią. Obok niego siedzi starsza kobieta zajęta piciem wina z wysokiego kielicha.
Scenę uzupełnia stolik przykryty czerwonym płótnem ze świecą i kilkoma drobiazgami. Nieco bliżej stoi również czerwony taboret. W głębi pomieszczenia, w mroku, znajduje się potężne łoże przykryte baldachimem. Za plecami siedzącego mężczyzny można dostrzec brzydkiego, wychudłego psa.

## Interpretacje
Jeszcze w XIX i na początku XX wieku uważano, że obraz przedstawia rodzinną scenę, w której ojciec napomina córkę za jakieś przewinienie. Jednak podczas konserwacji mniejszej kopii obrazu w berlińskiej Gemäldegalerie okazało się, że spod warstwy brudu wyłoniła się złota moneta w dłoni mężczyzny. Bliższe oględziny obrazu z Rijksmuseum wykazały, że monetę na tym płótnie starannie wydrapano i zamalowano.
Obecnie przyjmuje się, że malarz przedstawił scenę z domu schadzek. Młoda kobieta jest prostytutką, starsza kuplerką, natomiast młody żołnierz to klient domu publicznego. Świadczą o tym także świeca na stole, wygłodniały pies i potężne łoże w tle. Obecność tych atrybutów dowodzi jednoznacznych podtekstów erotycznych, subtelnie ukrytych przez artystę. Usunięcie monety przyczyniło się do zlikwidowania jednoznaczności i wprowadziło w błąd zarówno odbiorców, jak i krytyków sztuki.

## Odniesienia
Protestanckie społeczeństwo Holandii tolerowało istnienie tzw. lupanarów, chociaż oficjalnie potępiało korzystanie z ich usług. Motyw prostytutki, stręczycielki i klienta domu publicznego malowali też inni artyści m.in. Dirck van Baburen (Stręczycielka, 1622) i Jan Vermeer (U stręczycielki, 1656).
Polski poeta i eseista Zbigniew Herbert poświęcił obrazowi Gerarda ter Borcha szkic pod tytułem Dyskretny urok mieszczaństwa, który opublikowano w zbiorze Martwa natura z wędzidłem.